# ویلمینگتون (دلاور)
ویلمینگتون (Wilmington) شهری است در شمال ایالت دلاویر از کشور ایالات متحده آمریکا. این شهر نزدیک رودخانه کریستینا (Christina River) و رودخانه دلاور واقع شده‌است. در دوران جنگ استقلال آمریکا جورج واشینگتن طی یکی از عملیات جنگی از رودخانه دلاور عبور کرده‌است. ویلمینگتون در شهرستان نیو کاسل (New Castle) قرار دارد، جمعیت ویلمینگتون ۷۰۸۵۱ نفر است. در حوالی سال ۱۶۰۹ مردم بومی لناپه (Lenape Indians) در ویلمینگتون ساکن شدند.
ویلمینگتون مشهور به تولید باروت بوده‌است که توسط ایلو در دوپونت (E.I. duPont) شیمیدان فرانسوی در نزدیکی ویلمینگتون تولید می‌شده‌است. در دوران جنگ داخلی، ویلمینگتون رو به رشد کرد. علت اصلی رشد ویلمینگتون موقعیت مسا عدش بین شمال و جنوب و همچنین تولید مهمات جنگی زیادی بود.
تباهکاری از مشکلات اصلی ویلمینگتون است. این شهر به عنوان 'خطرناکترین شهر در آمریکا' شناخته شده‌است. در سال ۲۰۱۰ ۲۷ نفردر ویلمینگتون مقتول شدند. در سال ۲۰۱۳ در ویلمینگتون ۱۵۰مورد تیراندازی ثبت شده بود. بین سالهای ۲۰۰۳ و ۲۰۱۲، هر سال در حوالی ۵۶۰ ماشین سرقت می‌شد.
ویلمینگتون چندتا بیمارستان دارد. بیمارستان‌های ویلمینگتون، و کریستیانا (Christina)، و سانت فرانسیس (Saint Francis)، و بیمارستان کودک A.I. duPont در شمال ویلمینگتون. این شهر همچنین مرکز مالی صنعت کارت‌های اعتباری است.
ویلمینگتون مقر شرکت دو پانت (E. I. duPont de Nemours & Company) است. دو پونت تولیدکننده نیلان (nylon)، تفلان (Teflon)، و کولار (Kevlar) بود. دو پونت چهارمین شرکت بزرگ شیمیایی در جهان و سومین کارفرمای بزرگ در ویلمینگتون است.
روزنامه ویلمینگتون نیوس جورنل (The News Journal) است. ویلمینگتون همچنین دارای باغ وحش براندیواین (Brandywine Zoo) می‌باشد. شهر ویلمینگتون مدرسه‌های زیادی دارد، از جمله مدرسه اورسولین (Ursuline Academy)، مدرسه مستقل ویلمینگتون (Charter School of Wilmington)، کاب کالووی مدرسه هنرهای (Cab Calloway School of the Arts)، و دانشگاه دلاور.
آبری پلازا (Aubrey Plaza)، یکی از بازیگران زن در مجموعه تلویزیونی 'پارکس و رک' ("Parks and Rec")، دانشجوی اورسولین بود. معاون رئیس‌جمهور آمریکا جو بایدن (Joe Biden) در ویلمینگتون زندگی می‌کند. داستان فیلم باشگاه مبارزه (Fight Club) با بازی براد پیت (Brad Pitt) در شهر ویلمینگتون می‌گذرد.